# ÖStB Wielicka - Beskid
Az ÖStB – Wielicka - Beskid egy Engerth-rendszerű gőzmozdonysorozat volt az osztrák-magyar Östliche Staatsbahn-nál (ÖStB).
A hat mozdonyt a Günther építette Bécsújhelyen 1855-ben. A következő neveket kapták: WIELICZKA, BOCHNIA, WADOWICE, ZATOR, JAWORZNO és BESKID.
1858-ban az ÖStB-t eladták, így a pálya egy része a KFNB-é, másik része és a teljes járműpark pedig a Galizische Carl Ludwig-Bahn-é (CLB) lett.
A WADOWICE és a  JAWORZNO, mozdonyokat a Günther Mozdonygyár szokványos háromcsatlóssá építette át. Az átépített mozdonyok 1868-ban 71 és 72 pályaszámokat kaptak. A megmaradt mozdonyok közül kettőt 1861 és 1864 között selejteztek.
1870-ben a CLB IIId sorozatban, mind a számokat, mind a neveket ismét kiosztották, így feltételezhetően a mozdonyokat már 1870 előtt selejtezték.

## Fordítás
- Ez a szócikk részben vagy egészben  az   ÖStB – Wielicka bis Beskid című német Wikipédia-szócikk fordításán alapul.  Az eredeti cikk szerkesztőit annak laptörténete sorolja fel. Ez a jelzés csupán a megfogalmazás eredetét és a szerzői jogokat jelzi, nem szolgál a cikkben szereplő információk forrásmegjelöléseként.